# Khamtrül Tendzin Chökyi Nyima
| Tibetische Bezeichnung                                         |
| -------------------------------------------------------------- |
| Wylie-Transliteration: khams sprul bstan 'dzin chos kyi nyi ma |
| Andere Schreibweisen: Tenzin Chökyi Nyima                      |
| Chinesische Bezeichnung                                        |
| Vereinfacht: 康珠•旦增曲吉尼玛; 康珠·丹增却吉尼玛              |
| Pinyin:Kangzhu Danzeng Quji Nima; Kangzhu Danzeng Queji Nima   |

Khamtrül Tendzin Chökyi Nyima (tib. khams sprul bstan 'dzin chos kyi nyi ma; geb. 1730; gest. 1779), der 4. Khamtrül Rinpoche, war ein bedeutender Drugpa-Kagyü-Meister. Er war ein Schüler von Situ Penchen Chökyi Chungne. Er ist Verfasser des rgyan gyi bstan bcos dbyangs can ngag gi rol mtsho, eines hochgeachteten Kommentars zum alten indischen Spiegel der Dichtkunst (tib. snyan ngag me long), der in der tibetischen Buchreihe gangs can rig mdzod  Aufnahme fand.